# Otto Bremer
Otto Vasilievitsj Bremer (Russisch: Оттон Васильевич Бремер) (1812 - 11 november 1873) was een Russische architect en amateur-entomoloog. Zijn werk als architect is nagenoeg vergeten. Zijn bekendheid berust vooral op zijn uitgebreid wetenschappelijk onderzoek, waarbij hij zich uitsluitend richtte op de vlinders (Lepidoptera).

## Werk als architect
Bremer woonde en werkte in Sint-Petersburg. Een van zijn bekendste gebouwen in de stad was een appartementencomplex aan de Pestelstraat dat is voltooid in 1844. Hij nam dit project over van Georg Ruprecht Zollikofer. Daarnaast werd tussen 1847 en 1849 de kerk voor de Lets-Duitse Evangelisch-Lutherse gemeenschap gebouwd op de kruising van de Vereiskajastraat en Zagorodny Prospekt. Deze opdracht werd aanvankelijk door een andere architect (Vassili Jegorovitsj Morgan) uitgevoerd, maar Bremer herzag en breidde zijn ontwerp uit. De kerk werd in 1938 gesloten en later gesloopt.

## Wetenschappelijk werk
Bremer trok eind jaren veertig van de negentiende eeuw voor het eerst de aandacht in wetenschappelijke kringen toen hij de vlindercollectie van zijn collega-architect Leonard A. Schaufelberger overnam. Tussen 1852 en 1863 werkte hij als freelance-assistent bij de entomologische collectie van het Zoölogisch Museum van Sint-Petersburg, waar hij zich bezighield met de identificatie en het tentoonstellen van vlinders. Vanaf 1856 ontving hij een vast maandsalaris van 20 roebel en later van 25 roebel. Hij hielp onder meer de entomologische conservator Édouard Ménétries in 1856 bij het samenstellen van twee delen van de catalogus van de vlindercollectie van het museum. Bremer zette dit werk echter niet voort na de dood van Ménétries in 1861. In plaats daarvan concentreerde hij zich op het bestuderen van de vlinderfauna van de regio Amoer.
Ondanks dat hij geen professionele opleiding heeft gehad, genoot Bremer een goede reputatie in de wetenschappelijke wereld. Bremer was bevriend met onder meer Édouard Ménétries, Viktor Motsjulski en Johann Friedrich von Brandt. In 1860 was Bremer een van de oprichters van de Russische Entomologische Vereniging en werd hij door deze in 1862 naar het gouvernement Kostroma gestuurd, waar hij een acute plaag van de rupsen van de Gewone velduil (Agrotis segetum) moest onderzoeken. Vanaf 1865 trad hij op als officiële conservator van de vereniging en werkte hij voornamelijk aan de collectie van Eduard Friedrich Eversmann, nadat deze uit zijn nalatenschap aan de vereniging was overgedragen.
Zijn laatste levensdagen sleet hij eenzaam en in grote armoede. De leden van de Russische Entomologische Vereniging hebben een collecte moeten houden om zijn begrafenis te bekostigen.

## Publicaties
- Otto Bremer; William Grey: Beiträge zur Schmetterlings-Fauna des Noerdlichen China’s. Druk: J. Johnson, St. Petersburg, 1853, 23 pagina’s.
- Otto Bremer: Lepidopteren Ost-Siberiens, insbesondere des Amur-Landes, gesammelt von den Herren G. Radde, R. Maack und P. Wulffius. In „Mémoires de l’Académie Impériale des Sciences de Saint-Pétersbourg“, 7. Serie, Vol. 8, № 1. Gedruckt auf Verfügung der Kaiserlichen Akademie der Wissenschaften, 1864, 103 pagina’s.
- Otto Bremer: Catalog der Lepidopteren-Sammlung des Prof. Dr. Eversmann. In: Horae Societatis Entomologicae Rossicae. Vol. 5, 1867/68, 23 pagina’s.
- Otto Bremer: Catalog of the collection of Lepidoptera of Professor Eversmann now belonging to the Russian Entomological Society [Russisch]. In: Trudy Russkogo Entomologiceskogo Obscestva. Vol. 4, 1870, 23 pagina’s.
- Otto Bremer; William Grey: Diagnoses de Lépidoptères nouveaux, trouvés par MM. Tatarinoff et Gaschkewitsch aux environs de Pékin. In: Études entomologiques. Vol. 1, 1853, pag. 58–67.
- Otto Bremer: Sur les Lépidoptères de l’Amérique septentrionale. In: Études entomologiques. Vol. 5, 1856, pag. 50–51.
- Otto Bremer: Lepidopterologische Notizen. In: Correspondenz-Blatt des zoologisch-mineralogischen Vereines in Regensburg. Jaargang 10, № 5, 1856, pag. 77–80.
- Otto Bremer: Neue Lepidopteren aus Ost-Sibirien und dem Amur-Lande, gesammelt von Radde und Maack. In: Bulletin de l’Académie Impériale des Sciences de Saint-Pétersbourg. Vol. 3, № 7, 1861, pag. 461–496.

- Gemeinsame Normdatei: 1053071221
- International Standard Name Identifier: 0000 0004 1636 1732
- Library of Congress Control Number: no2015071277
- Nederlandse Thesaurus van Auteursnamen: 317342967
- Virtual International Authority File: 292217787
- WorldCat: E39PBJc3CtXyJCVXwmtqkrFMyd